# Pueyrredón (línea B del subte de Buenos Aires)
Pueyrredón es una estación de la línea B de la red de subterráneos de la Ciudad de Buenos Aires, ubicada debajo de la Avenida Corrientes y su intersección con la Avenida Pueyrredón, en el barrio de Balvanera.

## Historia
Fue inaugurada el 22 de junio de 1931. El 5 de febrero de 1991 dos formaciones chocaron en la estación dejando un saldo de 15 heridos.
Desde el 6 de diciembre de 2010, es posible realizar combinación con la estación Corrientes de la línea Línea H de subterráneos.

## Decoración
La estación tiene un mural en su andén sur, Los elementos, realizado por Juan Doffo en 1991, y otros dos murales del mismo año: uno de Germán Gárgano llamado Santuario, y otro de Ernesto Pesce titulado Subcielo de Buenos Aires.

## Hitos urbanos
Se encuentran en las cercanías de esta:
- Comisaría N.º 7 de la Policía Federal Argentina
- Escuela Primaria Común y de Adultos N.º 14 Juan Martín de Pueyrredón
- Escuela Primaria Común y de Adultos N.º 16 Presidente Mitre
- Escuela Metropolitana de Artes Dramáticas
- Biblioteca Centro de Estudios de Población

## Galería de Imágenes

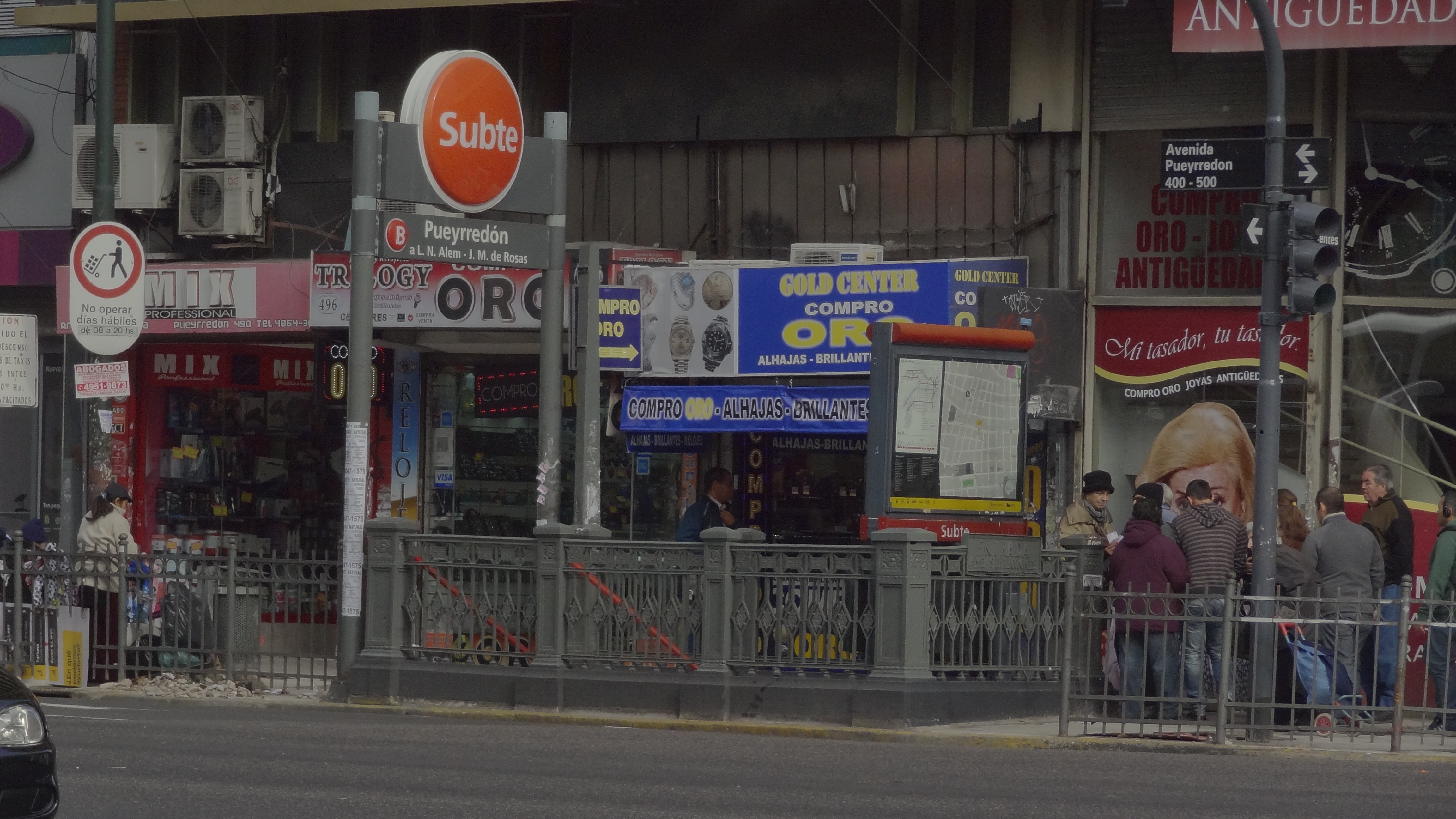
Acceso a la estación.